# Stel·lerita
La stel·lerita és un mineral de la classe dels tectosilicats, que pertany al subgrup de l'estilbita dins de les zeolites. Va ser descoberta l'any 1909 a les illes del Comandant, en el krai de Kamchatka (Rússia), sent nomenada així en honor de Georg Steller, explorador alemany d'aquestes illes.

## Característiques químiques
És un aluminosilicat hidratat de calci. El grup de les zeolites al qual pertany són tots aluminosilicats amb tetraedres units pels vèrtexs. químicament és similar a la estilbita-Ca.
A més dels elements de la seva fórmula, sol portar com a impureses: ferro, manganès, magnesi, estronci, bari, sodi i potassi.

## Formació i jaciments
Apareix emplenant cavitats i recobrint superfícies de fractura en roques volcàniques tipus diabasa, alterades per solucions hidrotermals.
Sol trobar-se associat a altres minerals com: altres zeolites, prehnita o tridimita.